# Cleidogona pochteca
Cleidogona pochteca är en mångfotingart som beskrevs av Shear 1986. Cleidogona pochteca ingår i släktet Cleidogona och familjen Cleidogonidae. Inga underarter finns listade i Catalogue of Life.